# José Cestero
José Cestero (Santo Domingo, 19 de marzo de 1937-16 de julio de 2025) fue un dibujante y pintor dominicano. Estudió en la Escuela Nacional de Bellas Artes de República Dominicana (ENBA), graduándose en 1954.

## Biografía
Cestero fue alumno de reconocidos maestros como Joseph Fulop, Gilberto Hernández Ortega y José Gausachs. Un año después, se trasladó a los Estados Unidos, donde continuó su formación artística y llegó a ser considerado uno de los dibujantes más destacados en ese entorno.
En 1960 regresó a República Dominicana y después de la liquidación de la dictadura de Rafael Leónidas Trujillo, Cestero une su talento creativo al de los artistas plásticos Silvano Lora, José Ramírez Conde, Iván Tovar y Ada Balcácer; formando con ellos el grupo vanguardista denominado 'Arte y Liberación'.
Obtuvo varios reconocimientos tanto en la República Dominicana como en el extranjero, y participó en diversas exposiciones internacionales, entre ellas el XVII Festival Internacional de Pintura en el Château-Musée de Cagnes-sur-Mer, en Francia, y la Primera Bienal de Artes Gráficas Italo-Latinoamericana, celebrada en Roma.

### Fallecimiento
El 16 de julio de 2025, José Cestero falleció a los 88 años en su residencia. Con su muerte concluyó una extensa trayectoria en el ámbito de las artes visuales en la República Dominicana. A lo largo de su carrera, desarrolló un estilo distintivo que integraba elementos urbanos y espirituales en sus obras, caracterizadas por el uso del dibujo y la pintura. Su producción artística fue reconocida tanto en el país como en el extranjero, y en 2015 recibió el Premio Nacional de Artes Plásticas, el principal reconocimiento otorgado por el Estado dominicano en ese campo. Su obra forma parte del patrimonio artístico nacional y continúa siendo estudiada y exhibida en diversos espacios culturales.

## Exposiciones
Colectivas (Santo Domingo, R. D.)
- 2004 'Pinturas Tropical Pinta su País'
- 2003 'Pinturas Tropical Pinta su País
- 2002 'Refranero Dominicano', auspiciado por el Banco del Reservas

Individuales (Santo Domingo, R. D.)
- 2005 'Andanzas del Quijote', Dominicano (MAM)
- 2005 'Homenaje y Paisaje', Embajada de Francia
- 2001 'Seis Caras', Galería de Arte El Espacio
- 2000 'Dos Caras' Galería de Arte El Espacio
- 1999 'Diez Caras' Galería de Arte El Espacio[8]